# Nelson Pereira dos Santos

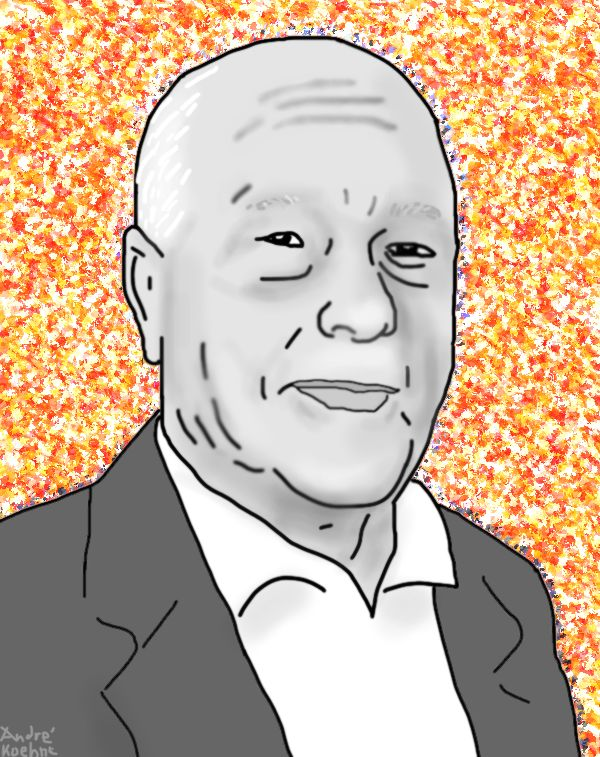
Portrait de Nelson Pereira dos Santos (2006).

Nelson Pereira dos Santos, né le 22 octobre 1928 à São Paulo et mort le 21 avril 2018 à Rio de Janeiro, est un cinéaste brésilien considéré comme le père du Cinema Novo.
Il est le premier cinéaste de son pays élu à l'Académie brésilienne des lettres.

## Biographie
Formé en droit, Nelson Pereira dos Santos travaille comme journaliste pour gagner sa vie, tournant des actualités. En 1950, il réalise son premier court métrage, Juventude, un documentaire tourné en 16 mm. Avec Rio, 40 Graus, réalisé en 1954, il donne naissance au mouvement qui va renouveler le cinéma brésilien, rompant avec les films académiques et commerciaux qui avaient cours jusque-là. Avec ce film influencé par le néo-réalisme italien, Pereira dos Santos bouleverse les principes habituels de production, employant des acteurs non professionnels et filmant en décors naturels. Dans Rio, zone Nord (1957) qui témoigne de la même influence, il décrit de façon surprenante l’exploitation des danseurs de samba des favelas.
Ses films suivants sont des œuvres de transition : Mandacura vermelho, dans lequel il joue, et Bouche d'or, d’après une pièce de Nelson Rodrigues, le dramaturge brésilien maudit. Cependant, en 1963, il déclare l’indépendance du cinéma brésilien avec Sécheresse (Vidas Secas) (1963), adapté d’un roman de Graciliano Ramos. Il inaugure ainsi sa phase de maturité et de réalisme critique, avec une cruauté farouche, presque documentaire, sur l’homme du sertao persécuté par l’aridité et la misère. Les images, obtenues en lumière naturelle, la caméra tenue à l’épaule et le traitement journalistique de la structure dramatique posent les prémices du Cinema Novo, mouvement formé par des jeunes gens, cousins de ceux de la Nouvelle Vague. Primé à Cannes, le film obtient un triomphe mondial.
Après la prise du pouvoir par les militaires, les cinéastes brésiliens doivent utiliser l’allégorie pour s’exprimer : Pereira dos Santos entame son cycle allégorique avec la chronique urbaine El Justicero, comédie légère et ironique sur la classe moyenne puis il enchaîne avec Soif d'amour, film ouvert et désordonné où il analyse le manque de perspectives d’un mouvement politique ; L'Aliéniste, métaphore sur les formes de domination sociale, d’après le conte de Machado de Assis ; Qu'il était bon mon petit Français, film historique pour lequel il retourne au style documentaire et oppose la fiction à la réalité.
La fiction scientifique Pas de violence entre nous met fin au cycle allégorique du cinéaste. Essayant de percer à jour l’homme brésilien, il poursuit ses recherches vers les thèmes religieux et politiques développés dans les centres urbains de domination culturelle. Appartiennent à ce cycle L'Amulette d'Ogum, La Boutique aux miracles et Bahia de tous les saints, les deux derniers adaptés de Jorge Amado, sur les conflits entre l’intelligentsia progressiste et la mystique du peuple.
Entre-temps, il réalise Mémoires de prison (Memórias do Cárcere), d'après l’œuvre cérébrale et autobiographique de Graciliano Ramos. Le film raconte comment une mutinerie des membres de l’Alliance Nationale Libératrice, en 1935, provoqua une vague de répression contre les supposés sympathisants communistes. Il a aussi enseigné le cinéma à l'Université de Brasilia et a dirigé la Coopérative Brésilienne de Cinéma.

## Filmographie

### Longs métrages
- 1956 : Rio, 40° (Rio, 40 Graus)
- 1957 : Rio, zone Nord (Rio zona norte)
- 1961 : Mandacaru Vermelho (pt)
- 1962 : Bouche d'or (Boca de ouro)
- 1963 : Sécheresses (Vidas secas)
- 1967 : El Justicero (pt)
- 1968 : Soif d'amour (Fome de amor)
- 1970 : L'Aliéniste (Azyllo muito louco)
- 1971 : Qu'il était bon mon petit Français (Como era gostoso o meu Francês)
- 1972 : Pas de violence entre nous (Quem é beta?)
- 1974 : L'Amulette d'Ogum (O Amuleto de Ogum)
- 1977 : La Boutique aux miracles (Tenda dos milagres)
- 1983 : Les Chemins de la vie (Na estrada da vida)
- 1984 : Mémoires de prison (Memórias do Cárcere)
- 1986 : Bahia de tous les saints (Jubiabá)
- 1994 : La Troisième rive du fleuve (A Terceira margem do Rio)
- 1995 : Le Cinéma des larmes (Cinema di lagrimas)
- 1998 : Guerra e Liberdade, Castro Alves em São Paulo
- 2003 : Raizes do Brazil - Uma Cinebiografia de Sergio Buarque de Hollanda (documentaire)
- 2006 : Brasilia 18 %
- 2012 : La Musique selon Antonio Carlos Jobim (A Musica segundo Tom Jobim) (documentaire)
- 2013 : A Luz do Tom (pt) (documentaire)

### Courts métrages
- 1949 : Juventude (documentaire)
- 1980 : O Ladrão pour le long métrage collectif Insônia
- 1982 : A Missa do Galo
- 2000 : Casa-Grande e Senzala (mini-série documentaire)
- 2003 : Meu Compadre, Zé Ketti (documentaire)